# بلانکا۳۱-۴۰ سنیور
بلانکا۳۱–۴۰ سنیور (به انگلیسی: Bellanca_31-40) یک هواگرد ملخ‌پیشین تک‌موتوره از نوع ترابری غیرنظامی ساخت شرکت Bellanca, Northwest Industries (under licence) است. هواگرد بلانکا۳۱–۴۰ سنیور نخستین پروازش را در ۱۹۳۵ میلادی انجام داد. در مجموع، تعداد ۳۳ فروند از این هواگرد ساخته شده‌است.